# موسوس‌لو
موسوس‌لو (به لاتین: Müsüslü) یک منطقه مسکونی در جمهوری آذربایجان است که در شهرستان اوجار واقع شده است. موسوس‌لو ۱۴۲۷ نفر جمعیت دارد.

## نگارخانه

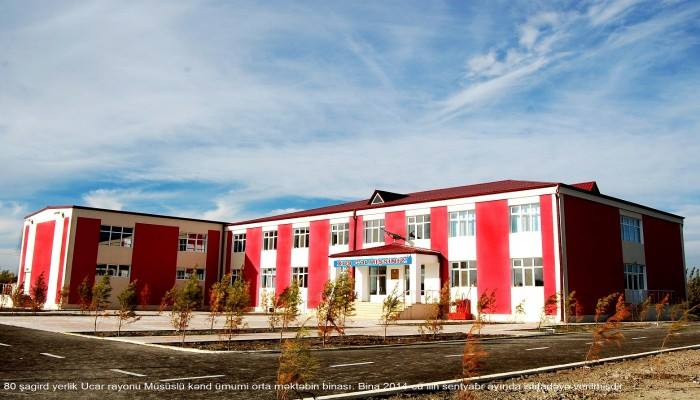
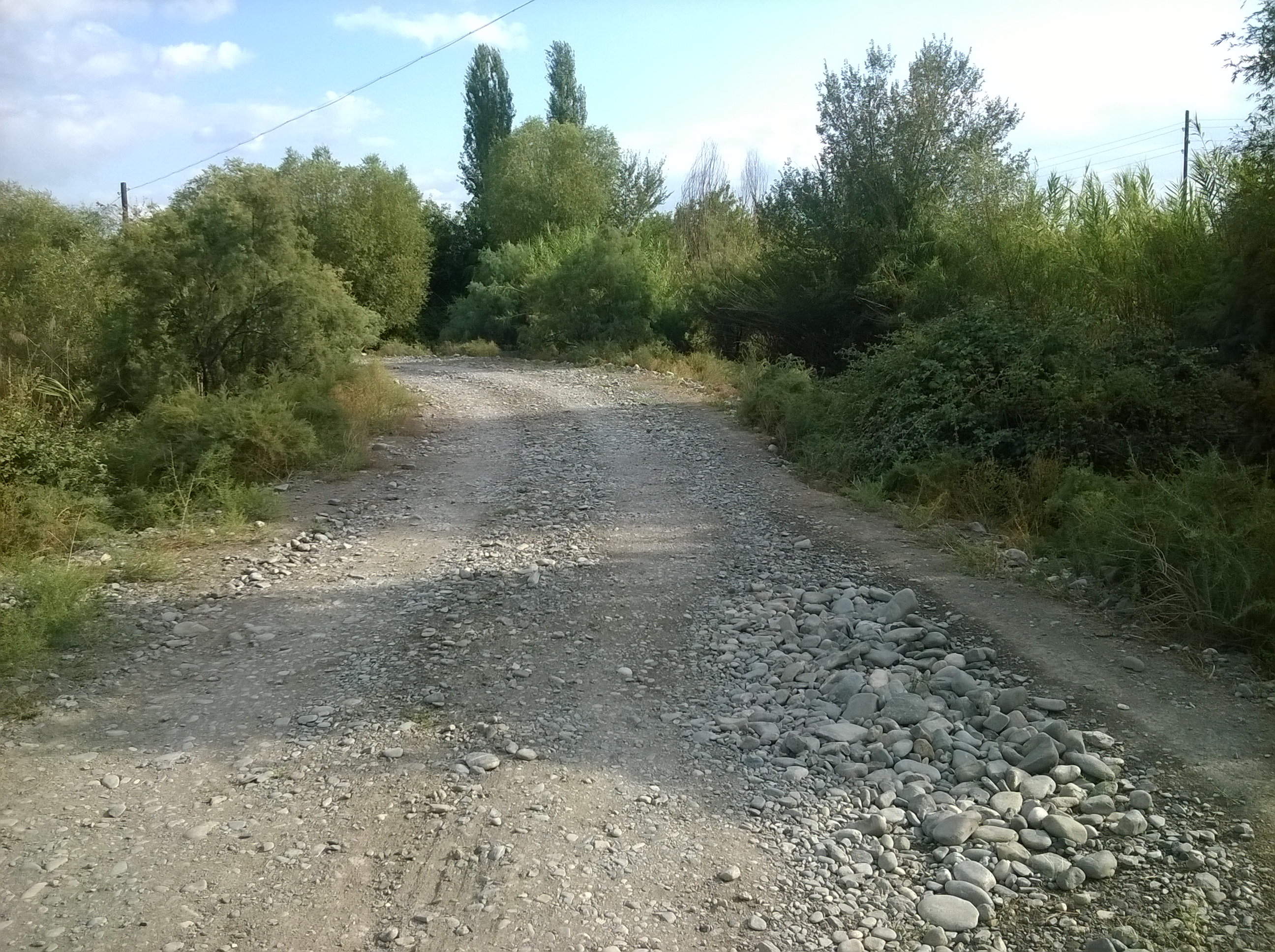
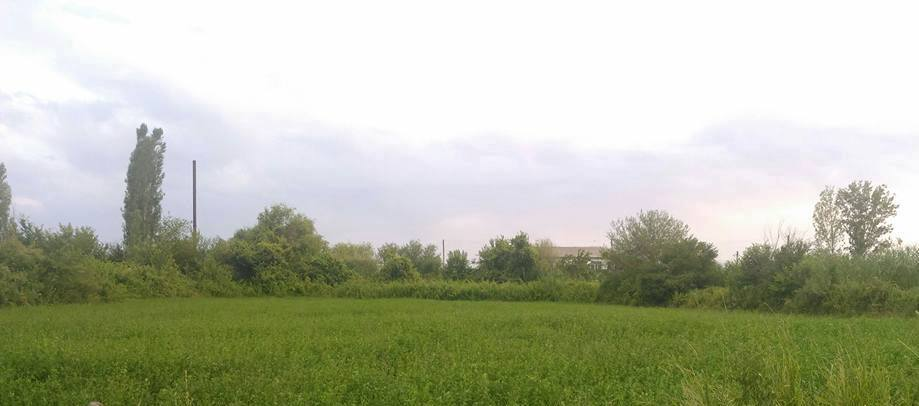
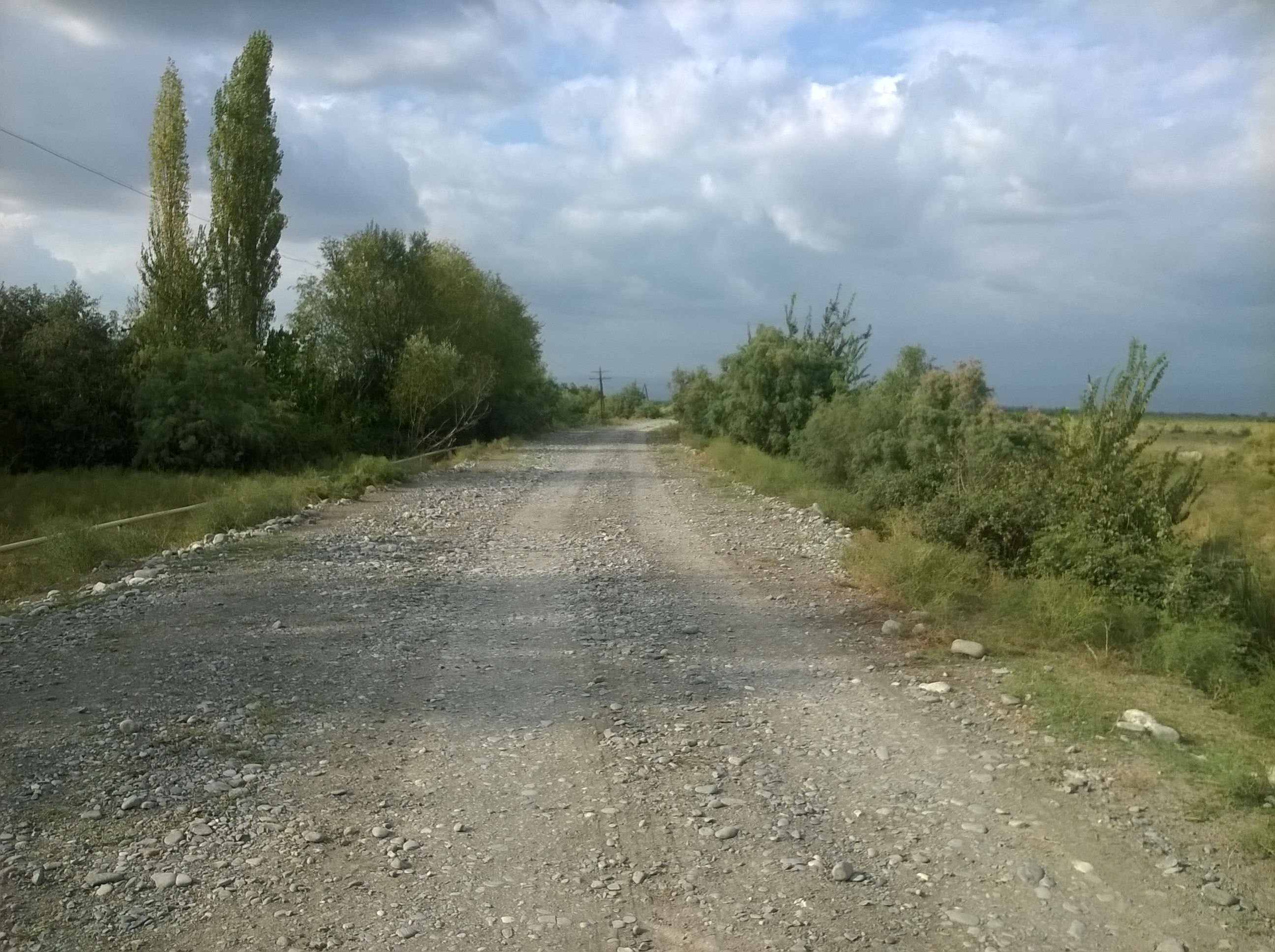